# Brecha de género en la informática
La brecha de género en la informática se refiere al hecho de que más del 80% de quienes trabajan o estudian materias relacionas con la informática son varones, a pesar de que el consumo de tecnología es muy similar entre hombres y mujeres. Esta brecha también puede referirse a la falta de representación, reducción de salarios y falta de oportunidades que padecen las mujeres en los sectores informáticos.[cita requerida]

## Motivos
La informática se ha convertido en la rama de la ciencia con mayor brecha género. Esta escasez de las mujeres en tecnología es una de las principales responsables de la desigualdad de acceso a la formación e investigación de ingeniería software.

### Discriminación de la mujer
Durante los orígenes de la informática, la brecha de género en la programación era inferior que en la actualidad, siendo ellas las primeras en presentar avances en el ámbito del soporte lógico con la creación del primer compilador, los primeros lenguajes de alto nivel y el primer procesador de texto, en esta época el trabajo software estaba infravalorado y recibían un peor salario frente al desarrollo hardware, del que se encargaban esencialmente hombres, con el paso de los años el software fue tomando notoriedad lo que ocasionó que las empresas contrataran directivos, principalmente hombres para dirigir el desarrollo, además se empezó a invertir mayor cantidad de dinero en software, lo que aumentó que los hombres que en su principio habían despreciado el software, se apresurasen a entrar, sustituyendo a las mujeres.

### Ambiente estereotipado
Un estudio de la Universidad de Washington en 2015 comprobó la influencia de un entorno estereotipado con 2 aulas decoradas de manera diferente. Una de las aulas tenía objetos del estereotipo del informático geek, como piezas de ordenador o pósteres de Star Trek, y otra aula con elementos neutros como arte de naturaleza.
El 68% de las niñas prefería el aula neutra frente a un 48% de los niños. Además, las chicas tenían casi el triple de probabilidades de mostrarse interesadas en las carreras de informática si el aula no estaba estereotipada, mientras que los niños se mostraban indiferentes a la influencia de la decoración del aula.
Por lo que se puede observar las niñas son más sensibles a las influencias los estereotipos, provocando incluso que se sientan fuera de lugar, al contrario que los hombres, que no tienen esa barrera ideológica.

### Familiares
La influencia de las madres y los padres, así como sus creencias y expectativas influyen en gran medida en el interés que generan las niñas hacia los estudios STEM.
Algunos estudios sugieren que las expectativas de las madres (más que de los padres) influyen en la elección de los estudios superiores en sus hijas. Además, que la figura materna tenga estudios superiores científicos influye positivamente en el rendimiento matemático de sus hijas, como arrojan los datos de PISA 2015 en los países de la OCDE.

### Escolares
La calidad de los docentes, así como sus actitudes, creencias y conductas ejercen una influencia significativa en el rendimiento de sus estudiantes, también, el sexo del profesorado es relevante, pues una profesora sirve como modelo para las jóvenes,  derribando así el estereotipo de las habilidades innatas de cada género, así como en sus aspiraciones profesionales en el área que imparten.
La desigualdad de representación en el profesorado escolar puede mandar mensajes explícitos acerca de los roles de género y sus habilidades ejerce una influencia negativa en las estudiantes que pasa por bajar la participación en el aula hasta la pérdida de interés en las carreras científicas.
Así mismo el modo de evaluación tiene un sesgo que demuestra un estudio de estudiantes israelíes por el cual se revela que si los alumnos son calificados de forma anónima las niñas superan las calificaciones de los varones en exámenes de matemáticas de educación primaria, mientras que se da el caso contrario si los profesores conocen los nombres. También ocurre en la Unión Europea donde las mujeres tienden a ser calificadas a la baja y los hombres al alza. Lo que ha llevado a algunos países a ocultar el nombre y el sexo a la hora de calificar los exámenes.

### Publicidad dirigida al público masculino
Con la llegada de los primeros ordenadores personales a finales del siglo pasado, las empresas dedicadas a su distribución y venta se enfocaron en el hombre como principal consumidor de sus productos, creando así, anuncios con la idea de que los ordenadores son para chicos durante el inicio revolución tecnológica. Toda esta publicidad, ayudo a crear el término geek y su vez a dar origen a la cibercultura en la cual la mujer no tenían apenas representación, separándolas del uso de ordenadores.

### Roles de género y estereotipos
Las nuevas tecnologías tienen vinculadas una serie de estereotipos que podrían servir para justificar las diferencias que se dan entre hombres y mujeres a la hora de acceder y utilizar el ordenador, así como la escasa presencia de las mujeres en ámbitos tecnológicos.
El hecho de que se produzcan esas diferencias de género en la asignación de la tecnología a los hombres en lugar de a las mujeres propicia que algunas mujeres se mantengan al margen del ámbito tecnológico y que, por lo tanto, muestren unas actitudes negativas que no presentan los hombres hacia el uso de ordenadores y hacia otros aspectos relacionados con el ámbito de la informática. Desde edades muy tempranas, los niños asocian diferentes ocupaciones y profesiones con los hombres o con las mujeres, de manera que se forjan aspiraciones ocupacionales de acuerdo a su género y en algunos casos, niegan la posibilidad de que una persona del sexo contrario sea capaz de realizar esa labor.
De esta manera, las niñas no piensan en un futuro como informáticas, por lo que el número de trabajadoras en el sector de la informática decae.

## Estadísticas

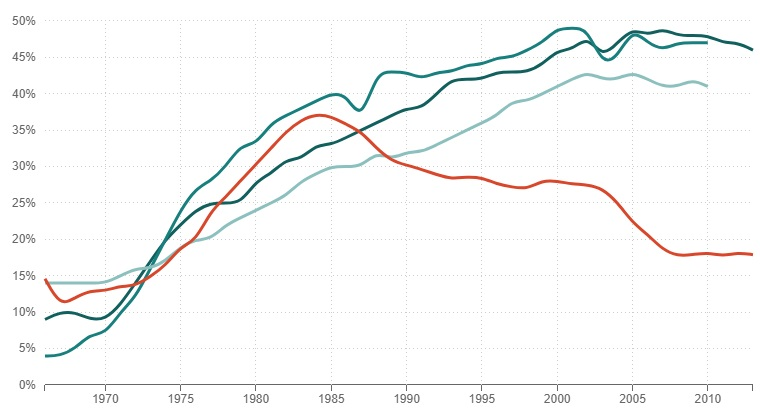
Gráfico que muestra el porcentajes de mujeres trabajadoras en distintos sectores, la línea roja representa el porcentaje en ciencias de la computación

Según datos de Eurostat entre 2008 y 2015 la presencia de la mujer en el sector TIC ha disminuido alrededor de cuatro puntos porcentuales, tanto en Europa como en España, hasta situarse en un 30%. Y en lo que respecta a las profesiones especializadas en estas tecnologías, el porcentaje de mujeres es todavía menor y también ha decrecido recientemente: en España, las mujeres representaban en 2015 un 17% de estas ocupaciones, lo que supone una caída de casi cinco puntos desde 2008. En la UE, el porcentaje en 2015 fue un 16%, seis puntos inferior que en 2008.
En cuanto a la proporción de chicas que eligen carreras tecnológicas (informática, ingeniería) en los últimos tiempos se estanca e incluso se reduce en España y en la UE. Solo hay que ir al ámbito de nuestras aulas y observar el comportamiento de nuestros adolescentes ante la elección de optativas en la ESO o el tipo de bachillerato. En España hay un 38% de chicos que opta por los estudios STEM, frente a un 15% de chicas.

## Consecuencias
La falta de participación de las jóvenes en los estudios y profesiones vinculados a ámbitos STEM tiene importantes consecuencias para el diseño y la producción de las innovaciones científicas y tecnológicas, que no recogen las contribuciones de la mitad de la población y no responden adecuadamente a las necesidades sociales, y también para las mujeres, que quedan así al margen de importantes procesos de toma de decisiones.
De la misma manera, y como consecuencia la falta de aportaciones y referentes femeninos, se crea el sesgo de que las mujeres son menos válidas para el trabajo y estudio de materias relacionadas con la informática, creando inseguridades a las mujeres sobre sus habilidades como programadoras y reduciendo aún más su participación en ésta.

## Soluciones
Conocer las causas que alejan a la mujer del sector tecnológico, es el primer paso para romper esta tendencia.
La idea de que existen ámbitos y habilidades según el género se aprende mayoritariamente en la infancia, por lo que el ámbito de los juguetes es un buen lugar para empezar cambiar este estereotipo.
Como indica Jeffrey Trawick-Smith del Centro de educación infantil de la Eastern Connecticut State University lo que provoca que los juguetes promuevan las habilidades científicas es la simplicidad y que no tengan una sola utilidad predefinida. Estos juguetes, por supuesto, no tienen porqué estar relacionados directamente con la informática,  pero sí que promueven las destrezas necesarias para estos campos, como pueden ser la visión espacial o el razonamiento matemático.

### Igualdad de género en las TIC
Se debe incorporar a las mujeres como iguales a partir de la formación primaria y secundaria tanto en el alumnado como profesorado, para lograr un desempeño profesional en las futuras generaciones TIC.

### Filosofías y horarios laborales
Las filosofías y formas de trabajo en el ambiente laboral informático podrían cambiar, tanto para hombres como para mujeres, ya que podrían existir personas dependientes (mayores y/o menores), y así no forzar solo a la mujer a reducir la jornada laboral sino para ambos.
Se podría incorporar jornadas laborables con horarios flexibles, para que las mujeres tengan más tiempo y puedan dedicar este a su familia.

### Entorno Familiar
Es fundamental el apoyo de la familia en cuanto a la elección del futuro, debido a que aún existen personas que creen que la ingeniería solo es para hombres y ese hecho impide que algunas mujeres puedan tener un futuro tecnológico.

## Promoción y ejecución de programas a escala mundial

### Programa UIT
La UIT (Unión Internacional de Telecomunicaciones) realiza el Día Internacional de las Niñas en las TIC, cuyo propósito es capacitar, sensibilizar y alentar a las niñas y mujeres jóvenes, para que deseen incursionar sus estudios en carreras en el ámbito de las TIC.
A partir del 2011,se elevó la cifra de niñas y mujeres jóvenes, que participaron en los encuentros de UIT, realizados en más de 171 países de todo el mundo, y alcanzando las 362 000 niñas y mujeres jóvenes participantes.

### Programa GirlsTech
Girls in Tech es un proyecto que se inició en el año 2017 en Barcelona y colabora con el proyecto American Space.
Este programa ofrece una beca por dos semanas a niñas de entre 10 y 12 años, donde podrán aprender los fundamentos de la robótica, programación e impresión 3D.
Este proyecto fue creado para promocionar los estudios STEM entre las jóvenes.